# 京町子

京町子 《秋月茶室》剧照

京町子（日语：京 マチ子，1924年3月25日—2019年5月12日），本名矢野元子，日本女演员，出生于大阪。京町子本为日本传统歌舞演员，也出演过多部电影、电视剧和舞台剧。

## 生平
京町子5岁时父亲失踪，由母亲和祖母抚养长大。京町子於1942年进入大阪松竹歌剧团担任演员，1949年进入大映电影公司开始拍摄电影，與若尾文子、山本富士子成為大映电影公司的招牌。虽然她曾与大映电影公司社長永田雅一傳出緋聞，但其實保持單身，終身未婚。
1950年，京町子在黑泽明导演名作《罗生门》中担任女主角，从此成为国际明星。1956年，京町子在日美合拍電影《秋月茶室》中出演女主角，与马龙·白兰度和格伦·福特共同演出，并获得美国金球奖喜剧/音乐类最佳女演员奖提名。從1960至1970年代参与多部重要电影拍摄，1971年，大映公司破产后，她主要出演电视剧集和舞台剧。
她於1987年获得日本政府授予紫绶褒章。年过八十岁的京町子仍在参与日本传统歌舞剧的演出，2006年出演《女人们的忠臣藏》。京町子一生出演過九十幾部電影。
2019年5月12日，京町子因心臟衰竭在東京都內醫院逝世，享壽95歲。

## 重要作品

### 电影
- 罗生门（1950年） 导演：黑泽明
- 源氏物语（1951年） 导演：吉村公三郎
- 地狱门（1953年）导演：衣笠贞之助
- 雨月物语（1953年） 导演：沟口健二
- 秋月茶室（1953年） 导演：丹尼尔·曼
- 楊貴妃（1955年） 導演：溝口健二
- 鍵（1959年） 导演：市川崑
- 浮草（1959年） 导演：小津安二郎
- 千羽鹤（1969年） 导演：增村保造

### 电视剧
- 花之乱（1994年） NHK大河剧
- 元禄缭乱（1999年） NHK大河剧

### 舞台剧
- 黃昏

## 外部連結
- Machiko Kyō在互联网电影资料库（IMDb）上的資料（英文）
- Photo gallery: Machiko Kyo in Japanese Film-fan Magazines of the 1950s